# Fiat S61
Fiat S61 reprezintă al cincilea model de automobil de curse Grand Prix dezvoltat de Fiat, destinat competițiilor de înaltă performanță din era pre-primului război mondial.

## Istorie și specificații tehnice
Motorul propulsor adopta o arhitectură inovatoare: două unități bicilindrice în linie, integrate într-un bloc 4 cilindri în linie. Sistemul de distribuție reprezenta o inovație pentru Fiat, fiind un motor cu ax cu came în cap (OHC), cu 4 supape pe cilindru, fiecare având 2 bujii. Majoritatea componentelor motorului erau fabricate din alamă. Șasiul de tip scară era fabricat din oțel, în timp ce caroseria era confecționată integral din aluminiu. Automobilul nu avea frâne pe puntea față, iar pe spate erau utilizate frâne cu tambur.

## Performanțe în competiții
Fiat S61 a obținut rezultate notabile în competițiile nord-americane: 
- 1911: David Bruce-Brown clasat pe locul 3 la prima ediție a Indianapolis 500.
- 1912: Teddy Tetzlaff a câștigat cursa de pe circuitul din Santa Monica.
- 1912: Câștigător al Marele Premiu American, marcând apogeul succesului modelului.

După construirea inițială a celor 4 exemplare, Fiat a păstrat suficiente piese de schimb pentru asamblarea unui al cincilea exemplar în Torino, în 1970.

## Galerie

Galerie Fiat S61
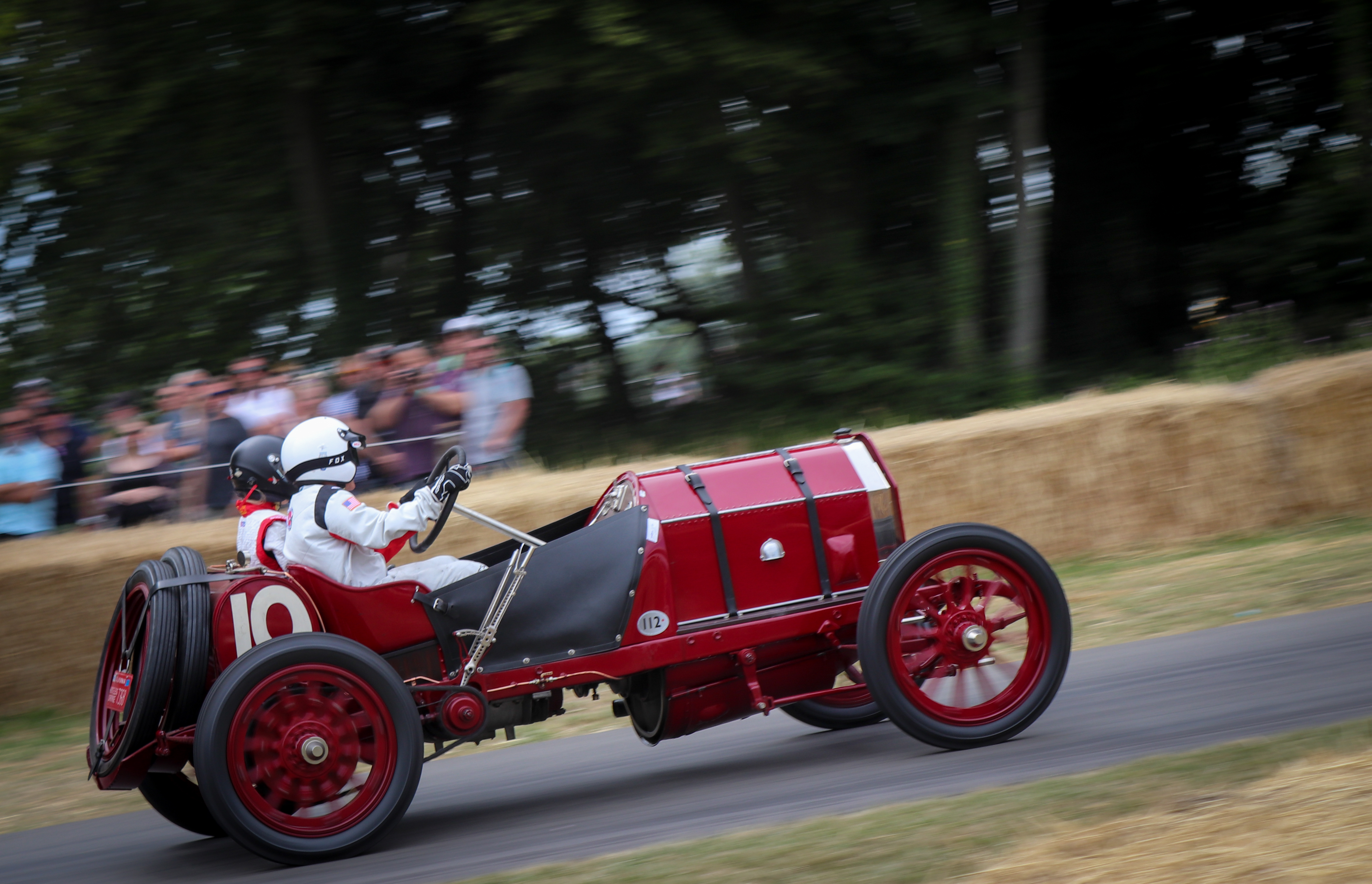
La Goodwood Festival of Speed, 2019
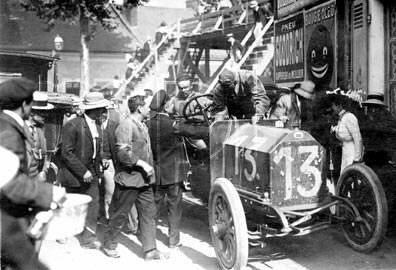
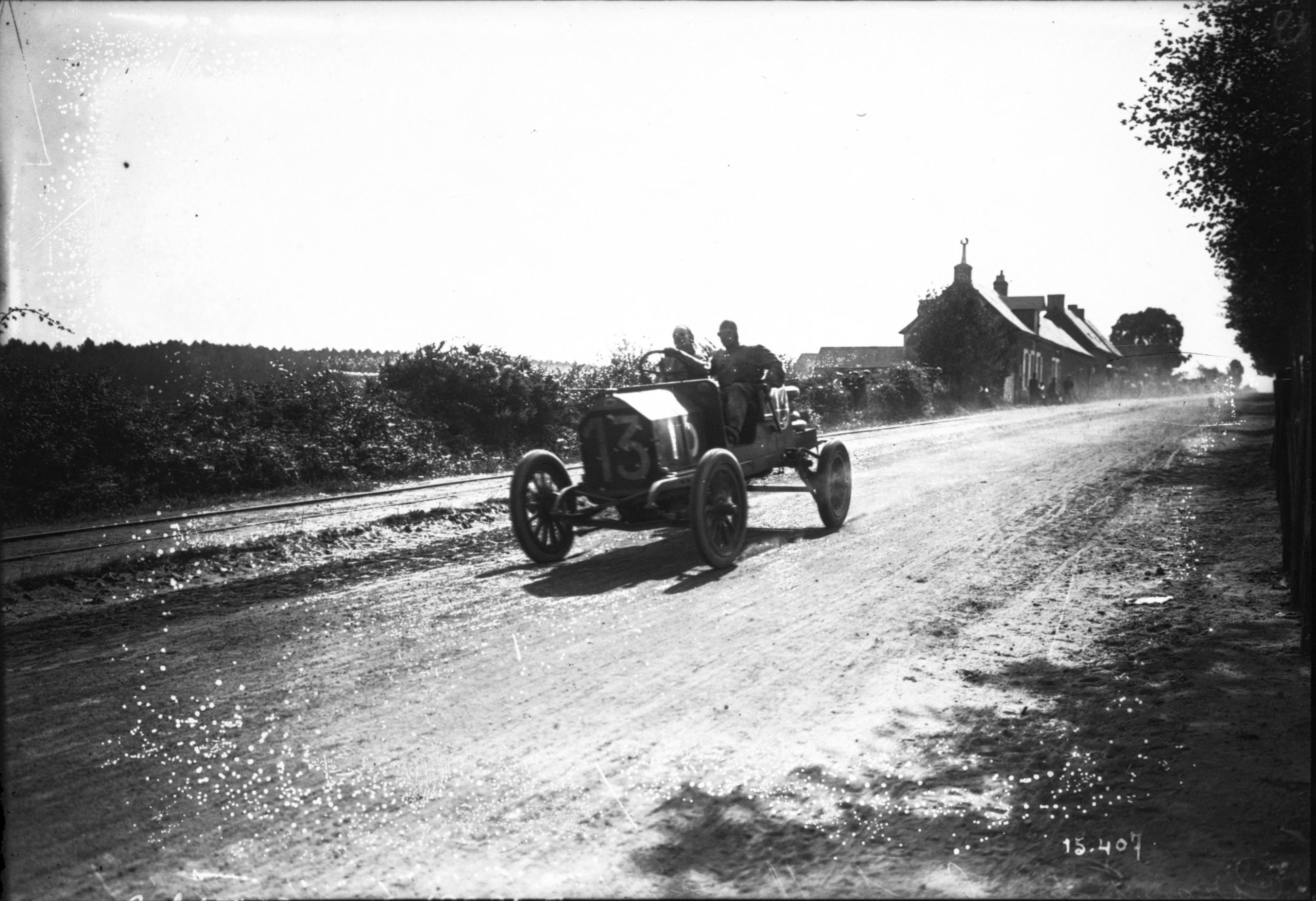
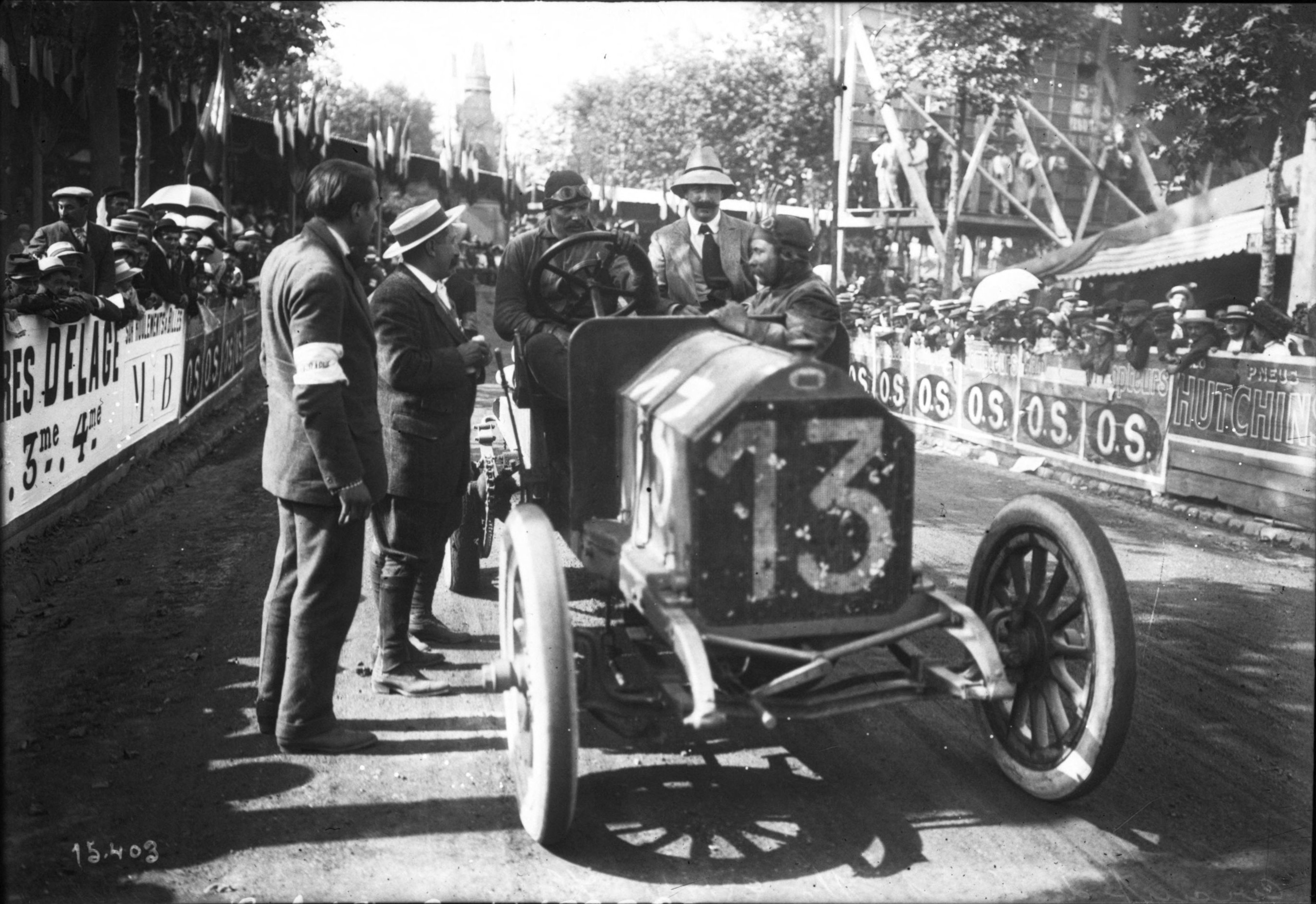
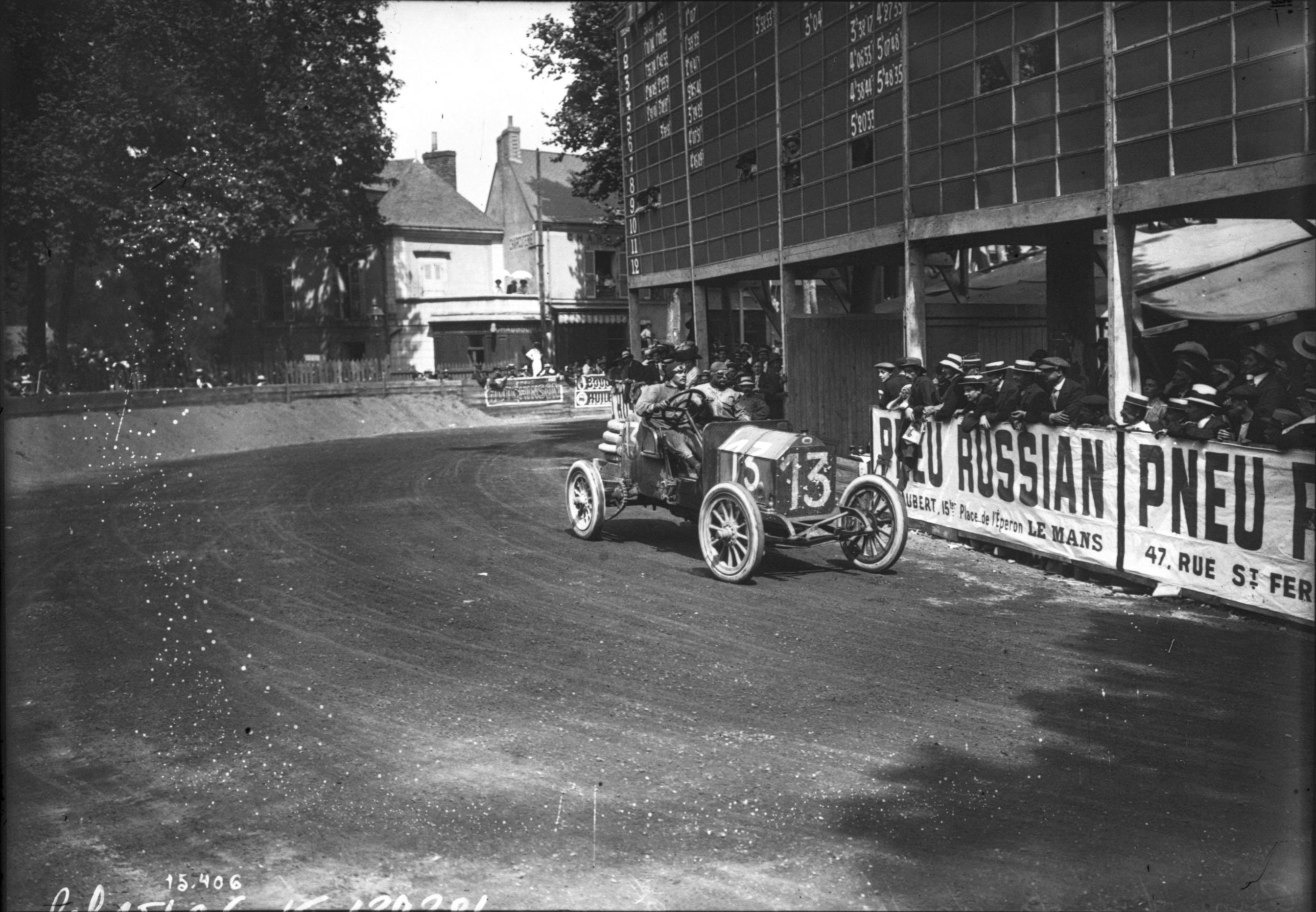
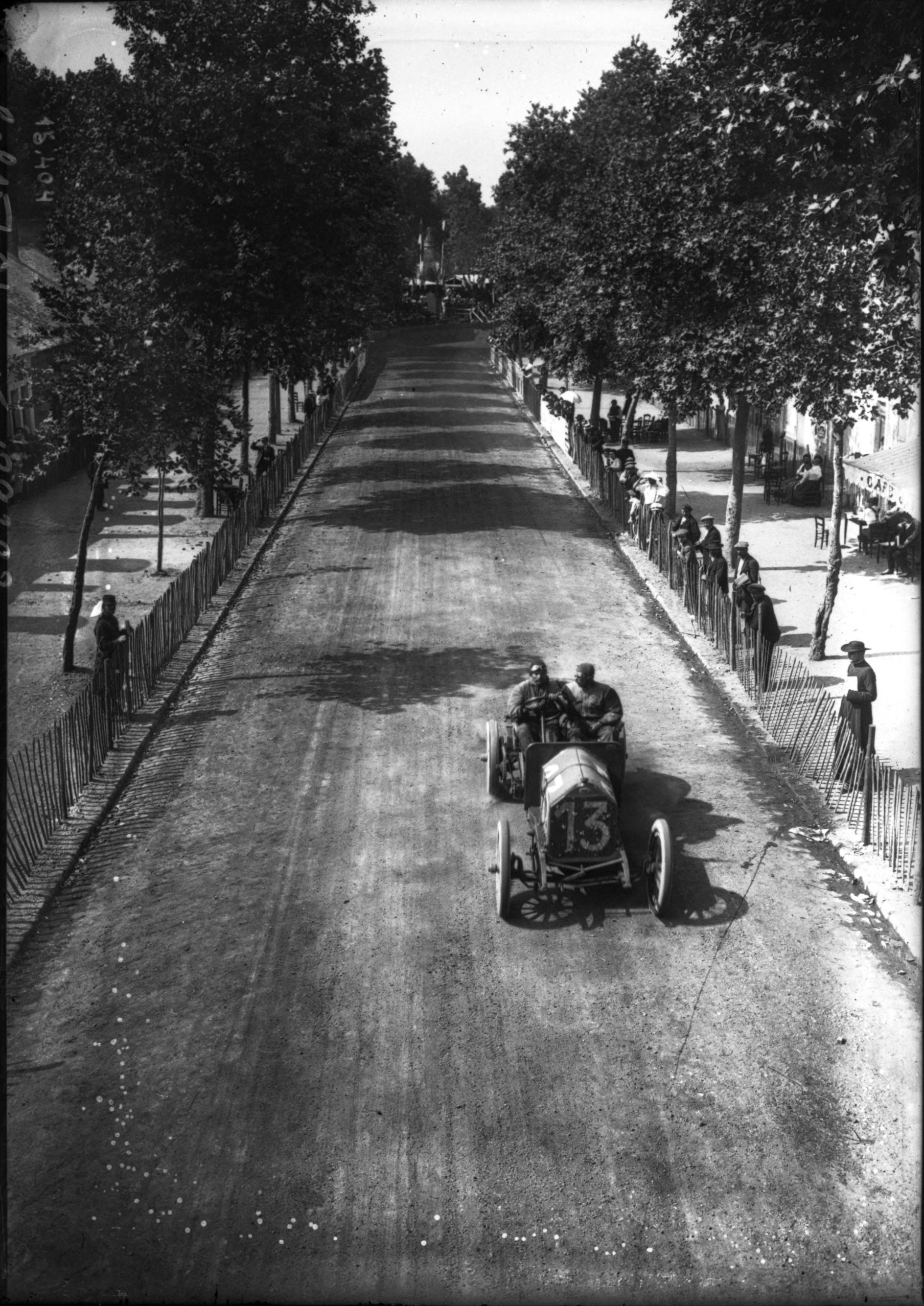
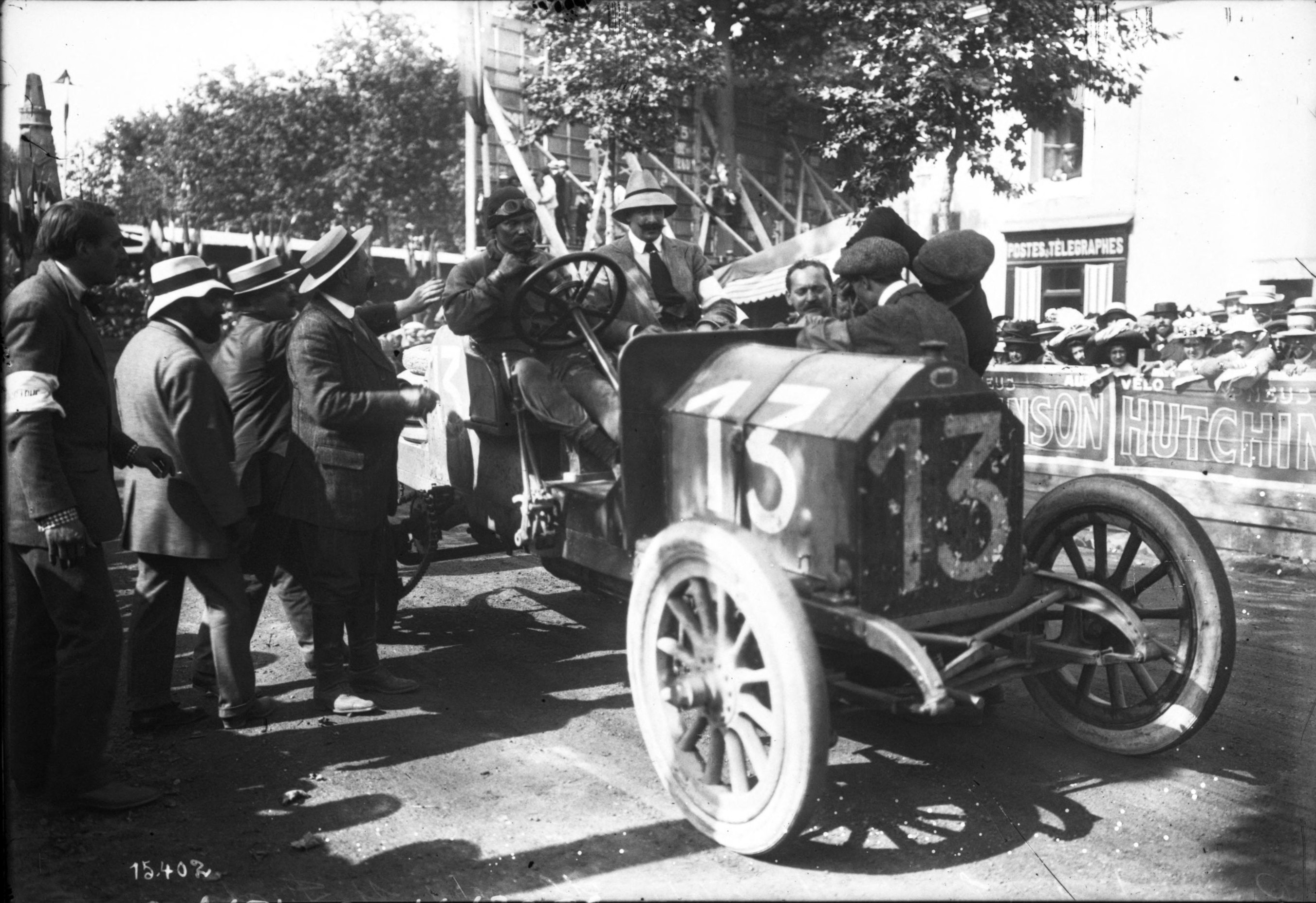
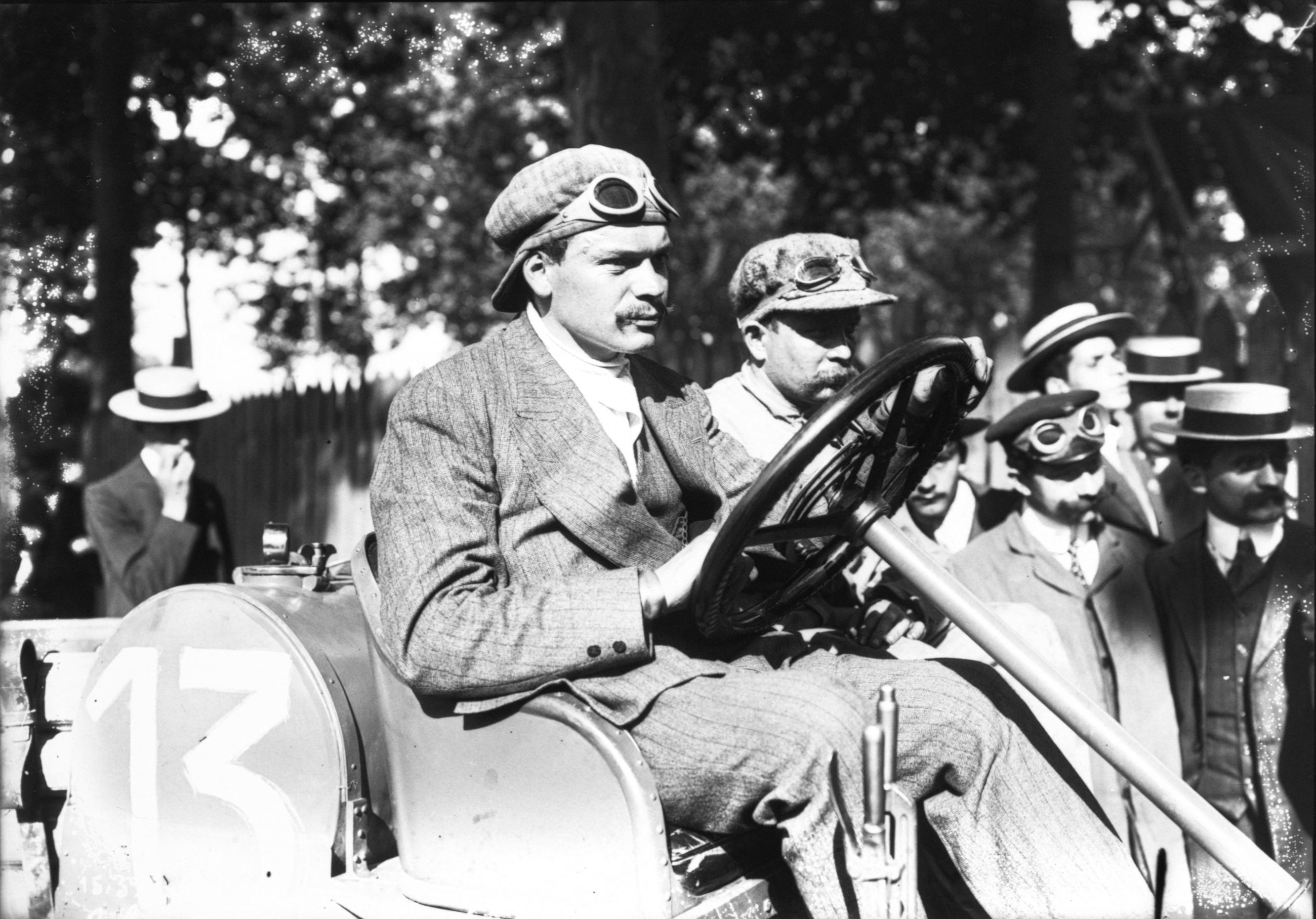
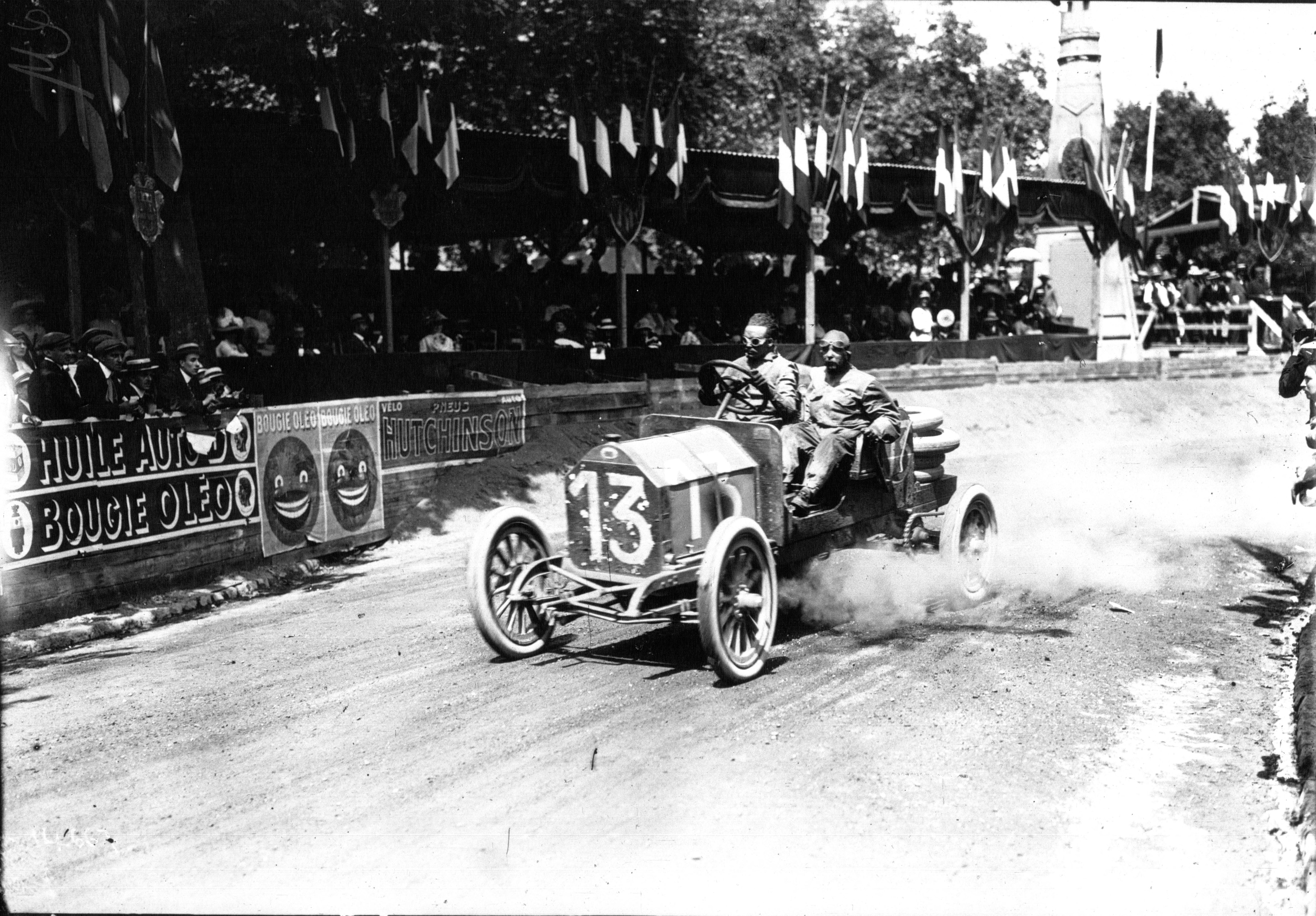